# Кальката
Кальката (італ. Calcata) — муніципалітет в Італії, у регіоні Лаціо,  провінція Вітербо.
Кальката розташована на відстані близько 37 км на північ від Рима, 35 км на південний схід від Вітербо.
Населення — 906 осіб (2014).

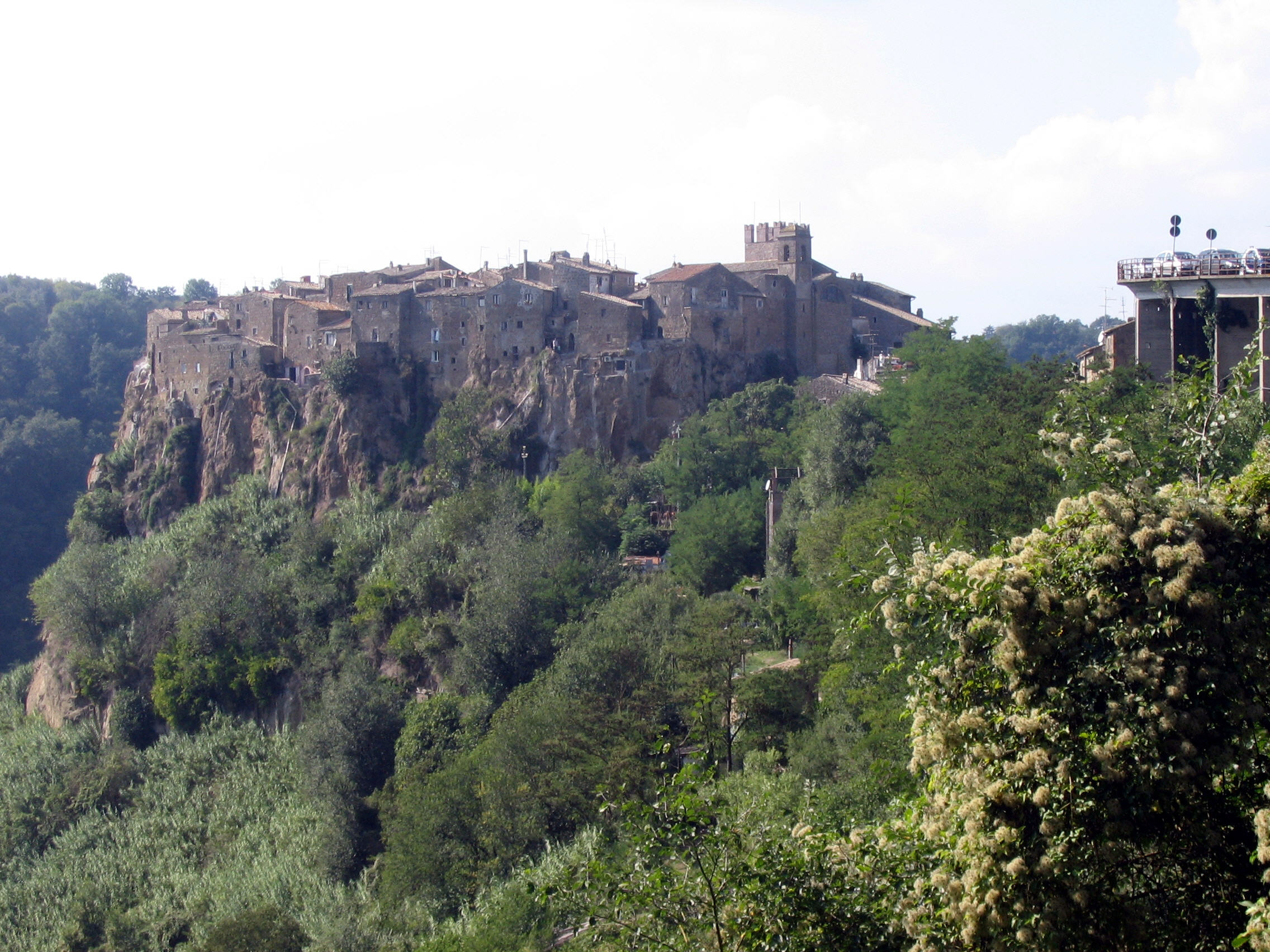

Щорічний фестиваль відбувається 16 вересня. Покровитель — Santi Cornelio e Cipriano.
Кальката веде свою історію з доісторичних часів. Протягом століть місто було свідком розквіту та занепаду різних цивілізацій. Етруски, римляни, лангобарди – всі вони залишили свій слід на цій землі. Проте, справжньою візитівкою Калькати стало середньовіччя. Саме тоді, в XII столітті, місто було збудоване на скелястому плато, що й зумовило його унікальний архітектурний стиль. Будинки, буквально вбудовані в скелі, створюють враження єдиного організму, що злився з природою.
Унікальна атмосфера Калькати протягом століть приваблювала творчих людей. Ще на початку XX століття сюди приїжджали художники, поети та письменники, шукаючи натхнення в мальовничих краєвидах та спокійному ритмі життя. Сьогодні місто й далі залишається центром богемного життя. Тут можна знайти безліч арт-галерей, сувенірних лавок, а також затишні кафе та ресторани, де можна насолодитися автентичною італійською кухнею.

## Демографія
Населення за роками:

Станом на 1 січня 2023 року в муніципалітеті офіційно проживали 92 іноземці з 18 країн, серед них 45 громадян країн Євросоюзу та 7 громадян України.

## Сусідні муніципалітети
- Фалерія
- Мальяно-Романо
- Маццано-Романо
- Риньяно-Фламініо